# Skok Balmera

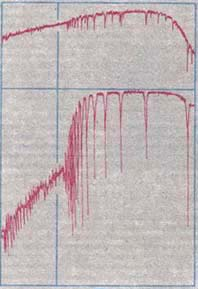
Skok Balmera Alnilam i Elnath.

Skok Balmera – nagły spadek natężenia (intensywności)  widma ciągłego atomu wodoru na granicy serii Balmera, zachodzący na długości fali 364,60 nm (3646 Å).
Granica ta odpowiada zaabsorbowaniu energii, w którym elektrony pierwotnie znajdujące się na orbitalu 2 (seria L) zostają jonizowane.